# Chiến dịch phản công
Chiến dịch phản công là thuật ngữ quân sự sử dụng để mô tả các chiến dịch tấn công quy mô lớn, thường là chiến dịch tiến hành sau khi một đạo quân đã chặn thành công cuộc tấn công của đối phương.
Cuộc phản công được thực hiện sau khi quân đội địch kiệt sức và cạn kiệt dự trữ, họ không có khả năng tiếp tục tấn công. Phản công tiến hành nhưng phải diễn ra nhanh chóng trước khi kẻ thù thực hiện các biện pháp chuyển sang phòng thủ. Đôi khi phản công có tính chất cơ động hạn chế hơn, với nhiều mục tiêu hạn chế hơn là những chiến dịch chủ động tấn công trước. Một chiến dịch phản công được Carl von Clausewitz coi là cách hiệu quả nhất để buộc kẻ tấn công từ bỏ kế hoạch tấn công.
Hoạt động phản công không chỉ trên đất liền mà còn thực thi bởi lực lượng hải quân và lực lượng không quân. Chiến lược phản công đã được ghi lại bởi các sử gia quân sự trong nhiều cuộc chiến tranh trong suốt lịch sử quân sự. Mặc dù không phải lúc nào cũng được biết đến như vậy, bởi vì chúng thường được các nhà sử học mô tả diễn ra cùng với giai đoạn phòng thủ, chẳng hạn như Trận Moscow.
Một cuộc phản công thất bại có thể sẽ phải đối mặt với việc quân đối phương phản công. Tức là phản công sau phản công. Ví dụ, Chiến dịch tấn công Zhitomir–Berdichev vào đầu năm 1944.

## Khía cạnh chiến thuật
Chiến thuật phản công đã được nói đến trong Binh pháp Tôn Tử của Tôn Vũ. Được viết vào thế kỷ 5 trước Công nguyên, Binh pháp Tôn Tử đóng vai trò như một hướng dẫn về chiến tranh và đã ảnh hưởng đến các chiến thuật được sử dụng trong chiến tranh cho đến ngày nay. Trong chương 3, cuốn sách tập trung vào "chiến thuật" về thực hiện một cuộc phản công đúng cách. Tôn Vũ nói: "Vì vậy, hình thức tổng quát cao nhất là để vượt qua kế hoạch của kẻ thù; điều tốt nhất tiếp theo là ngăn chặn đường giao nhau của lực lượng địch. Cách đánh này phải chờ đợi kẻ thù và tiến hành phản công khi thời cơ đến. Rằng chiến lược tốt nhất là để đi trước một bước của kẻ thù, và biết di chuyển tiếp theo của kẻ thù. Vì vậy, một vị tướng luôn luôn chuẩn bị cho sự di chuyển của đối phương, đó là cơ hội cho một phản công".

## Phản công trong lịch sử quân sự Việt Nam
- Trận Vạn Kiếp
- Trận Đồ Bàn (1377)
- Trận Hàm Tử
- Trận Mậu Thân
- Tái chiếm Thành cổ Quảng Trị
- Kế hoạch tái chiếm Hoàng Sa, 1974 (đã hủy bỏ)
- Chiến tranh biên giới Tây Nam
- Chiến tranh biên giới Việt–Trung 1979
- Chiến dịch CQ-88

## Phản công trong lịch sử quân sự Phương Đông
Một số ví dụ về hoạt động phản công trong lịch sử phương Đông, bao gồm hoạt động là một phần hoặc toàn bộ của một trận đánh, một chiến dịch hoặc một cuộc chiến tranh:
- Trận Đồng Quan (211).
- Trận Phú Bình, 1130.
- Chiến dịch Nam Kinh (1659).
- Trận Hình Khẩu, 1937.
- Chiến dịch Khalkhyn Gol, 1939.
- Trận Tenaru.
- Chiến dịch Transom, 1944.
- Trận Tây Hồ Nam, 1945.
- Cuộc hành quân Ten-Go, 1945.
- Chiến tranh Triều Tiên.
  - Trận Vành đai Pusan.
  - Trận đánh Nhân Xuyên.

## Phản công trong lịch sử quân sự Phương Tây
Một số ví dụ về hoạt động phản công trong lịch sử phương Tây, bao gồm hoạt động là một phần hoặc toàn bộ của một trận đánh, một chiến dịch hoặc một cuộc chiến tranh:
- Trận Yarmouk, 636.
- Trận Dyrrhachium (1081).
- Trận Austerlitz, 1805.
- Trận Lorraine, 1914.
- Trận Erzincan, 1916.
- Trận sông Marne lần thứ hai, 1918.
- Tổng tấn công Mùa xuân 1918.
- Trận sông Somme lần thứ hai.
- Phản công Mặt trận Phía Đông, Nội chiến Nga, năm 1919.
- Chiến tranh Nga-Ba Lan (1919-1921).
- Trận Sedan (1940).
- Trận Arras (1940).
- Trận Dubno - Lutsk - Brody, 1941.
- Chiến dịch Yelnya, 1941.
- Trận Smolensk (1941).
- Chiến dịch phòng ngự chiến lược Leningrad.
  - Trận phản công Soltsy.
  - Trận phản công Staraya Russa.
- Chiến dịch Rostov (1941).
- Chiến dịch phản công Tikhvin, 1941.
- Trận Moscow, 1942.
- Chiến dịch phản công Rzhev-Vyazma (1942).
- Chiến dịch phản công Mozhaisk-Vyazma, 1942.
- Chiến dịch Barvenkovo-Lozovaya, 1942.
- Chiến dịch Sinyavino (1942).
- Chiến dịch phản công chiến lược Rzhev-Sychyovka, 1942.
- Chiến dịch Sao Thổ.
- Chiến dịch Bão Mùa đông.
- Chiến dịch phản công Salsk-Rostov, 1943.
- Trận Stalingrad, 1943.
- Chiến dịch Ngôi Sao.
- Chiến dịch Kutuzov.
- Chiến dịch Mozdok-Stavropol, 1943.
- Chiến dịch phản công Belgorod-Kharkov, 1943.
- Trận Vòng cung Kursk, 1943.
- Chiến dịch Sa mạc Tây.
- Chiến dịch tấn công Zhitomir–Berdichev, 1944.
- Chiến dịch tấn công Uman–Botoşani, 1944.
- Chiến dịch Bagration, 1944.
- Chiến dịch Šiauliai, 1944.
- Chiến dịch Baltic (1944).
- Trận Ardennes, 1944 - 1945.
- Chiến tranh Yom Kippur, 1973.